# Ореховка (Татарстан)
Ореховка (тат. Ореховка) — деревня в Зеленодольском районе Республики Татарстан России. Входит в состав Октябрьского сельского поселения.

## География
Деревня находится в западной части Татарстана, в зоне хвойно-широколиственных лесов, при автодороге А295, на расстоянии примерно 15 километров (по прямой) к востоку от города Зеленодольска, административного центра района. Абсолютная высота — 95 метров над уровнем моря.

### Климат
Климат характеризуются как умеренно континентальный, с умеренно холодной продолжительной зимой и тёплым летом. Среднегодовая температура воздуха составляет 4,1 °С. Средняя температура воздуха самого холодного месяца (января) — −10,8 °C (абсолютный минимум — −47 °C); самого тёплого месяца (июля) — 19,6 °C (абсолютный максимум — 38 °C). Безморозный период длится 142 дня. Среднегодовое количество атмосферных осадков составляет 477 мм, из которых около 330 мм выпадает в период с апреля по октябрь. Снежный покров держится в течение 150 дней.

### Часовой пояс
Деревня Ореховка, как и весь Татарстан, находится в часовой зоне МСК (московское время). Смещение применяемого времени относительно UTC составляет +3:00.

## Население
Население посёлка Ореховка в 2020 году составляло 220 человек.

### Национальный состав
Согласно результатам переписи 2002 года, в национальной структуре населения русские составляли 76 % из 128 чел..

## Транспорт
Через посёлок проходит автобус № 101с (Горьковское шоссе — с/о «Текстильщик»).